# Nepa Nagar
Nepa Nagar är en ort i Indien.   Den ligger i distriktet Burhanpur och delstaten Madhya Pradesh, i den centrala delen av landet, 800 km söder om huvudstaden New Delhi. Nepa Nagar ligger 289 meter över havet och antalet invånare är 32 611.
Terrängen runt Nepa Nagar är huvudsakligen platt, men åt sydost är den kuperad. Runt Nepa Nagar är det ganska tätbefolkat, med 139 invånare per kvadratkilometer. Det finns inga andra samhällen i närheten. I omgivningarna runt Nepa Nagar växer huvudsakligen savannskog.